# Клер Ґрей
Дама Клер Філомена Ґрей DBE FRS є професором Джеффрі Мургауза Ґібсона на кафедрі хімії Кембриджського університету та членом коледжу Пемброк, Кембридж . Ґрей використовує спектроскопію ядерного магнітного резонансу для вивчення та оптимізації акумуляторів.

## Освіта
Ґрей отримала ступінь бакалавра мистецтв у 1987 році, а потім ступінь доктора філософії з хімії в 1991 році, обидва в Оксфордському університеті. У її докторській дисертації під керівництвом сера Ентоні Чітама використовувалася спектроскопія ядерного магнітного резонансу (ЯМР) і обертання під магічним кутом (MAS) для вивчення рідкісноземельних пірохлорів.

## Кар'єра та дослідження
Після аспірантури Ґрей обіймала постдокторську дослідницьку посаду в Університеті Неймегена. З 1992 до 1993 року вона працювала дослідником-стажером у DuPont. У 1994 році Ґрей була призначена професором Університету штату Нью-Йорк у Стоні-Брук, а в 2001 році стала повним професором  У 2009 році вона стала професором хімії матеріалів Джеффрі Мургауза Ґібсона в Кембриджському університеті.
З 2009 до 2010 року вона була директором Північно-східного центру накопичення хімічної енергії, а з 2011 по 2014 рік – заступником директора. Зараз вона є директором EPSRC Center for Advanced Materials for Integrated Systems.

### Дослідження акумуляторів
Ґрей стала піонером у застосуванні ядерного магнітного резонансу для вивчення та покращення продуктивності акумуляторів, зокрема літій-іонних. Вона також зробила великий внесок у розробку літій-повітряних акумуляторів.
Ґрей є співзасновником Nyobolt, компанії, яка спеціалізується на ніобієвих батареях.

### Відзнаки та нагороди
Ґрей була обрана членом Королівського товариства (FRS) у 2011 році і нагороджена премією Ґюнтера Лаукієна у 2013 році а потім медаллю Дейві у 2014 році за « подальше піонерське застосування твердотільного ядерного магнітного резонансу до відповідних матеріалів». енергії та навколишнього середовища».
Вона отримала звання дами-командора ордена Британської імперії (DBE) у 2022 році за заслуги в науці.
Інші нагороди, відзнаки та основні моменти кар'єри включають:
- 2008 Лектор імені Вон[17]
- 2010 Премія Джона Джейса від Королівського хімічного товариства [18]
- 2011 Медаль Кавлі [19]
- 2013 Премія Ґюнтера Лаукієна
- Премія Арфведсона-Шленка 2015 року [20] за видатні науково-технічні досягнення в хімії літію
- 2017 Prix Franco-Britannique від Société Chimique de France [21]
- 2018 Дала інтерв’ю Джимові Аль-Халілі для The Life Scientific на BBC Radio 4, перша трансляція у березні 2018[22]
- 2019 Королівське хімічне товариство Джона Б. Ґуденафа [12]
- Медаль Королівського товариства Г'юза 2020 р.[23]
- 2021 Європейська наукова премія Кербера[24]